# گنجشک‌های کوکوپذیر
گنجشک‌های کوکوپذیر (نام علمی: Mohoua) نام یک سرده از تیره کلاغان است.